# Аул кая
Скалното светилище Аул кая е разположено на седловина около изявена вулканична скала, която се намира на 2.5 km югоизточно от село Долно Черковище.

## Откритие
Култовият обект е регистриран през 1989 г. По време на теренното проучване е установено, че върху заравненото чело на скалата личат останки от глинени замазки. Следи от археологически структури има и на седловината западно от скалното възвишение. Многобройни находки са открити и на южния склон.

## Датиране
Откритият керамичен материал по време на разкопките проведени от доц.Георги Нехризов през 2007 г. притежава познатите характеристики на керамичния комплекс от ранната Желязна Епоха в Източните Родопи. Представени са всички основни категории съдове, както и най-популярните декоративни техники. Проведеният предварителен анализ показва, че като цяло керамичният материал от „Сектор Запад“ е отложен в тази част на обекта, в сравнително непродължителен период, към края на първата фаза на ранната Желязната епоха.

## Археологическо проучване
Археологическите проучвания на обекта се провеждат в периода 24 април – 15 юни 2007 г., а научен ръководител на разкопките е доц. Георги Нехризов. Обектът е разделен на три сектора.
При проучения участък в западния сектор е установено наличие на седимент с тъмносив цвят и ронлива структура, наситен с археологически материали. Наблюденията показват, че културните напластявания са отложени западно от скалата, като най-интензивни са в най-югозападната част, където дебелината им достига до 0,80 m. Пластът от тъмносива пръст е хомогенен, в него не могат да се разграничат отделни стратиграфски нива.
Разкрити са два почти паралелни реда от големи скални късове, които започват от подножието на скалното възвишение, преминават в посока североизток – югозапад през седловината и достигат до
скалното стъпало, с което скалата завършва на юг. Пространството между тях е запълнено с голямо количество различни по размер камъни. В процеса на археологическото проучване е установено, че пластът от тъмносива пръст е отложен основно между двата реда скални късове, а те са положени върху основната скала.
В този сектор е разкрито струпване на късове тухлена мазилка, петно от замазка, нанесена върху основната скала, долна част от съд, в която са събрани дребни речни камъки. Най-многобройни са керамичните находки – антропоморфни фигурки, миниатюрни съдчета, прешлени за вретено, кръгове от стени и част от печат за щампована украса. Открити са и каменни гладилки, кремъчни сечива, желязно ножче и костен предмет.
При проучването на скална площадка археологическият екип установява, че направо върху скалната повърхност са оформени няколко замазки и че в южната ѝ част е съхранен културен пласт, достигащ почти
1 m дебелина, състоящ се основно от тъмнокафява рохка пръст, в която се очертават две петна от сива пепелива пръст. На различни места и дълбочина в проучваната площ се разкриха струпвания от разрушени замазки. Свидетелство за многократно изграждани ритуални огнища, две от които са запазени in situ.
Под едно от огнищата изградено върху подложка от плочести камъни и керамични фрагменти, под която е разкрито струпване от животински кости и керамика. Установено е, че в скалните процепи са депонирани съдове и дребни предмети.
Открити са и миниатюрни съдчета, прешлени за вретено, кремъчни артефакти, бронзово ножче, каменна брадва и чукалка. Особено важна находка е мраморен накрайник за дръжка на бронзов
меч – вторият намерен в България, след този от Ада тепе.
Разположено върху и около изявена зооморфна скала, светилището Аул кая е обединяващ център на територия, в която е установено най-голямата концентрация в Източните Родопи на изсечени в скалите трапецовидни ниши и скални гробници. Аул кая е типично за района култово място, разположено около скално възвишение. Разкритите култови огнища, петната от пепелива пръст, струпванията от животински кости, керамика и разрушени замазки, депонирането на дарове в скални процепи са следи от провежданите ритуални действия. Всички тези компоненти или част от тях присъстват на изследваните планински светилища в Тракия и в Егейския свят.
Като специфична особеност на обекта доц. Нехризов приема хронологическата асинхронност между материалите от скалната площадка, мястото, където са изпълнявани ритуалните действия през късната Бронзова епоха и тези от седловината в подножието ѝ. Той стига извода, че в началото на ранната Желязна епоха, провеждането на култови действия върху челото на скалата прекъсва, но функционирането на обекта продължава и през първите векове на І хил. пр. Хр. На този етап на изследване не може да се каже със сигурност какъв е характерът и предназначението на разкритите структури в сектор Запад.